# 艾 (北卡羅萊納州)
艾是位於美國北卡羅萊納州珀森縣的非建制地區。

## 歷史
艾的郵局於1887年設立，其後於1907年停運。

## 地理
艾所處的海拔為高於海平面186米（即610英呎），而該地所採用的時區為UTC-5，即北美东部时区（EST）。同時該地設有夏令時間，為UTC-5調快一小時，即UTC-4（EDT）。